# دار السمايا (السبرة)

تعديل مصدري - تعديل

دار السمايا هي إحدى قرى عزلة التربة بمديرية السبرة التابعة لمحافظة إب، بلغ تعداد سكانها 363 نسمة حسب تعداد اليمن لعام 2004.